# Liberatus Sangu

Wappen von Liberatus Sangu

Liberatus Sangu (* 19. Februar 1963 in Mwazye, Tanganjika) ist ein tansanischer Geistlicher und römisch-katholischer Bischof von Shinyanga.

## Leben
Liberatus Sangu empfing am 9. Juli 1994 das Sakrament der Priesterweihe für das Bistum Sumbawanga.
Am 2. Februar 2015 ernannte ihn Papst Franziskus zum Bischof von Shinyanga. Der Erzbischof von Daressalam, Polycarp Kardinal Pengo, spendete ihm am 12. April desselben Jahres die Bischofsweihe. Mitkonsekratoren waren der Erzbischof von Mwanza, Jude Thadaeus Ruwa’ichi OFMCap, und der Altbischof von Kigoma, Protase Rugambwa.